# Linha Vermelha do Metropolitano de Lisboa
A Linha Vermelha ou Linha do Oriente é uma das quatro linhas do Metropolitano de Lisboa, em Portugal. Tem cerca de 10,5 km de comprimento e doze estações, servindo o quadrante nordeste da cidade de Lisboa. Liga São Sebastião (Avenida António Augusto de Aguiar e Rua Marquês de Fronteira) ao Aeroporto Humberto Delgado (Aeroporto de Lisboa).
A Linha Vermelha passa pelas freguesias de Avenidas Novas, Arroios, Penha de França, Beato, Marvila, Parque das Nações e Olivais nas zonas Centro, Centro Histórico e zona Oriental da capital.

## História
O acesso ferroviário ligeiro de passageiros ao recinto da Expo’98 feito por uma nova linha do Metropolitano de Lisboa chegou a ser considerado alternativa ou complementarmente a uma reintrodução dos elétricos da Carris no eixo Campo das Cebolas - Xabregas, agora em regime de velocidade e capacidade aumentadas usando os veículos articulados rápidos adquiridos em 1995, prolongado até à Expo’98 e a Sacavém, mas já em 1997 este projeto havia sido preterido em exclusivo a favor do metropolitano.
Na fase inicial do projeto de prolongamentos e desconexão da Rotunda (PER I), a nova linha Alameda-Oriente era identificada nos planos (não no terreno) com a letra "D" (que se manteve, ainda que não em uso corrente) e a cor roxa.
A Linha Vermelha foi inaugurada em 1998 com o troço com 5041 m de extensão entre Alameda e Oriente, no âmbito do alargamento da rede à zona da EXPO'98.
Em 2009 foi prolongada desde Alameda até São Sebastião, passando pelo Saldanha, o que permitiu a ligação entre a Linha Vermelha e as Linhas Amarela e Azul, em duas fases, num total de 1910 m de extensão. Não foi construída nesta fase a estação Técnico, entre Alameda e Saldanha, prevista na década anterior.
A extensão desta linha entre a Oriente e o Aeroporto, passando por Moscavide e Encarnação, foi inaugurada em 17 de julho de 2012, acrescentando-lhe mais 3326 m.
| Troço       | São Sebastião - Alameda | Alameda - Oriente  | Oriente - Aeroporto |
| ----------- | ----------------------- | ------------------ | ------------------- |
| Inauguração | 29 de agosto de 2009    | 19 de maio de 1998 | 17 de julho de 2012 |

## Expansão
O prolongamento da Linha Vermelha entre São Sebastião e Alcântara terá uma extensão de cerca de 4 km e quatro novas estações: Campolide / Amoreiras, Campo de Ourique, Infante Santo e Alcântara, onde fará a ligação à futura Linha Intermodal Sustentável, promovendo a ligação ao concelho de Oeiras (LIOS Ocidental). No primeiro ano de funcionamento destas quatro estações estima-se que a procura corresponda a um acréscimo de 11 milhões de passageiros em toda a rede do Metropolitano de Lisboa.
O investimento calculado neste prolongamento encontra-se previsto no Plano de Recuperação e Resiliência 2021-2026 e conta com um investimento europeu de 304 milhões de euros. A operacionalização desta extensão exigirá que, em paralelo, conforme previsto no investimento em vias de contratualização com a Missão Recuperar Portugal seja instalado o novo sistema de sinalização (CBTC - Communications-Based Train Control) entre as estações Oriente e São Sebastião, bem como a instalação do referido sistema de sinalização no material circulante já existente, correspondente a 41 unidades triplas, no valor global de 24 milhões de euros.
O concurso para esta empreitada foi lançado no dia 27 de janeiro de 2023. A expetativa é que esta extensão seja uma realidade em 2027.